# Антоновский (Свердловская область)
Анто́новский — посёлок в Свердловской области России. Входит в городской округ город Нижний Тагил. Садовый посёлок и место нахождения нескольких детских лагерей отдыха в пригороде Нижнего Тагила. В посёлке регулярно проходит всероссийский фестиваль авторской бардовской песни.

## География
Посёлок расположен в лесистой местности, в 16 километрах (по автотрассе — в 20 километрах) к юго-юго-западу от Нижнего Тагила и в 3 км к северо-востоку от большого посёлка Черноисточинска, преимущественно на левом берегу реки Чёрной (левого притока Тагила). В окрестностях посёлка расположен геоморфологический природный памятник — гора Дыроватик (382,2 метра) с аркой на вершине.
Посёлок находится к востоку от шоссе местного значения Нижний Тагил — Висим. Ближайшие населённые пункты: Черноисточинск, Студёный, Канава, Чащино, Монзино и Братчиково.

## История
Основан в 1853 году в связи со строительством Антоновского завода Демидовыми на реке Чёрная. Посёлок назван по имени главного уполномоченного Нижнетагильских заводов Антона Ивановича Кожуховского. В 1895 году до Антоновского Завода построена Висимо-Уткинская узкоколейная железная дорога, связавшая его и остальные посёлки с Нижним Тагилом. Ныне дорога демонтирована. Завод был закрыт в 1927 году после размыва плотины.
С середины 1960-х годов посёлок заселяется садоводами и строятся детские лагеря отдыха.

## Бардовский фестиваль
В Антоновском ежегодно проводится крупный фестиваль авторской бардовской песни «Зелёная лампа» имени Сергея Минина. Для этих целей в посёлке отведено специальное место-площадка на лесной поляне возле реки Чёрной с плавучей сценой традиционно в виде гитары.

## Инфраструктура
В посёлке есть фельдшерский пункт и продуктовый магазин, работают несколько детских лагерей отдыха, самый большой и известный из которых «Антоновский». Промышленных предприятий в посёлке нет.
До Антоновского можно добраться на пригородном автобусе из Нижнего Тагила, идущем до Черноисточинска или до посёлка Висима.

## Население
Помимо постоянных жителей, в летнее время в многочисленных коллективных садах и детских лагерях отдыха Антоновского проживает несколько тысяч человек. В летний период Антоновский является одним из самых населённых садовых посёлков в пригороде Нижнего Тагила, уступая по количеству садоводов и площади коллективных садов лишь посёлкам Монзино и Садоводам.
| 2002 | 2010 |
| ---- | ---- |
| 72   | ↘62  |